# Danny Rahim
Danny Rahim (* 26. März 1986 in Hammersmith, London) ist ein britischer Schauspieler.

## Leben
Rahim studierte an der Metropolitan University School of Theatre in Manchester. In England war er 2009 in einer Episode von Unforgiven zu sehen. Im Jahr 2011 hatte er einen Gastauftritt in EastEnders.
Von Oktober 2012 bis März 2013 war er als Mac Rendell in Primeval: New World, dem Spin-off von Primeval – Rückkehr der Urzeitmonster, zu sehen. Diese Rolle ist seine bisher bekannteste in seiner Karriere. 2013 hatte er eine Gastrolle in der dritten Staffel der Detektivserie Vera. Seit 2014 verkörpert er die Rolle des DC Tariq Lang in Inspector Banks.

## Filmografie
- 2009: Unforgiven (Fernsehdreiteiler, 1 Folge)
- 2011: Late Bloomers
- 2011: EastEnders (Fernsehserie, 1 Folge)
- 2011: Young James Herriot (Fernsehdreiteiler, 3 Folgen)
- 2012–2013: Primeval: New World (Fernsehserie, 12 Folgen)
- 2013: Vera – Ein ganz spezieller Fall (Vera, Fernsehserie, Folge Die verlorene Schwester)
- seit 2014: Inspector Banks (DCI Banks, Fernsehserie, 10 Folgen)
- 2018: Death in Paradise (Death in Paradise, Fernsehserie, Folge Geldgier)